# Морозова Раїса Кирилівна
Раїса Кирилівна Морозова (1938—2024) — в'язальниця фабрики Оренбурзьких пухових хусток, Герой Соціалістичної Праці (1986).

## Біографія
Народилася 25 липня 1938 року в селі В'язовка Оренбурзького району Оренбурзької області в родині селянина.
У 1957 році закінчила школу і почала працювати в'язальницею на фабриці пухових хусток в Оренбурзі, пропрацювавши там 40 років. 24 роки пропрацювала на плосков'язальних, оборотних машинах, де вручну, гачком набирався візерунок. За восьму п'ятирічку виконала сім річних завдань. За дев'яту і десяту п'ятирічку — по вісім.
За видатні досягнення у праці, високу ефективність виробництва і якість роботи, великий особистий внесок у справу вишукування і використання внутрішніх резервів в 1982 році удостоєна звання лауреата Державної премії СРСР.
Указом Президії Верховної Ради СРСР від 4 серпня 1986 року за дострокове виконання завдань одинадцятої п'ятирічки і соціалістичних зобов'язань, великий особистий внесок у збільшення випуску товарів народного споживання і проявлений трудовий героїзм присвоєно звання Героя Соціалістичної Праці з врученням ордена Леніна і золотої медалі «Серп і Молот».
У 1997 році вийшла на пенсію.
Жила в Оренбурзі.
Обиралася депутатом обласної ради, членом бюро райкому партії.
Із 2013 року — член Ради старійшин при губернаторі Оренбурзької області.

## Нагороди
- Герой Соціалістичної Праці (1986) — за дострокове виконання завдань одинадцятої п'ятирічки і соціалістичних зобов'язань, великий особистий внесок у збільшення випуску товарів народного споживання і проявлений трудовий героїзм
- Орден Леніна (1977)
- Орден Леніна (1986)
- Орден Трудового Червоного Прапора (1971)
- Орден «Знак Пошани» (1974)
- Державна премія СРСР (1982) — за великий особистий внесок у справу вишукування та використання внутрішніх резервів
- медалі ВДНГ СРСР